# Скрылёв, Алексей Константинович
Алексей Константинович Скрылёв (1918—1946) — подполковник Советской Армии, участник Великой Отечественной войны, Герой Советского Союза (1945).

## Биография
Алексей Скрылёв родился 17 марта 1918 года в селе Михайловка (ныне — Ужурский район Красноярского края) в семье служащего. В 1935 году он окончил девять классов Ужурской средней школы, затем ещё три курса рабфака. В 1937 году Скрылёв был призван на службу в Рабоче-крестьянскую Красную Армию. В 1939 году он окончил Киевское артиллерийское училище, проходил службу в должности командира артиллерийской батареи 88-й стрелковой дивизии Архангельского военного округа. С 13 августа 1941 года — на фронтах Великой Отечественной войны. Принимал участие в боях на Карельском, Северо-Западном, 2-м и 3-м Прибалтийском, 1-м Белорусском фронтах. Дважды был контужен во время боёв. Участвовал в боях в Карелии на Кестеньгском направлении, боях за Демянск, Старую Руссу, Холм, Ленинградско-Новгородской, Островской, Рижской, Висло-Одерской, Восточно-Померанской и Берлинской операциях. В ходе последней особо отличился. К апрелю 1945 года гвардии майор Алексей Скрылёв командовал 49-м гвардейским артиллерийским полком 23-й гвардейской стрелковой дивизии 3-й ударной армии 1-го Белорусского фронта.
В период с 16 по 25 апреля 1945 года полк Скрылёва принимал участие в наступлении и прорыве мощной вражеской обороны, обеспечив своим огнём успешный захват стрелковыми частями северо-западной части Берлина. 23 апреля 1945 года во время боя за район Панков Скрылёв был контужен, но поля боя не покинул, продолжая руководить действиями своего полка.
Указом Президиума Верховного Совета СССР от 31 мая 1945 года за «образцовое выполнение боевых заданий командования на фронте борьбы с немецкими захватчиками и проявленные при этом мужество и героизм» гвардии майор Алексей Скрылёв был удостоен высокого звания Героя Советского Союза с вручением ордена Ленина за номером 44643 и медали «Золотая Звезда» за номером 6761.
После окончания войны Скрылёв продолжил службу в Советской Армии, служил в составе Группы советских войск в Германии. Трагически погиб 6 декабря 1946 года, похоронен на Гарнизонном кладбище Бреста.
Награждён двумя орденами Красного Знамени, орденами Александра Невского, Отечественной войны 1-й и 2-й степеней, медалью «За боевые заслуги». 
В честь Скрылёва названы улица в посёлке Ужур и школа в его родном селе Михайловка. В 2020 году в память о подвиге Героя Советского Союза Алексея Скрылева в школе установлена «Парта Героя».